# 沢野ひとし
沢野 ひとし（さわの ひとし、本名：沢野 公。1944年12月18日 - ）はイラストレーター、エッセイスト、絵本作家。愛知県名古屋市出身。さわのひとし名義でも活動している。椎名誠の著書ほか数多くの本の挿絵を担当。

## 経歴・人物
千葉県千葉市立千葉高等学校では椎名誠と同級生であった。法政大学に進学するが中退。 
20代で椎名誠、木村晋介らと克美荘での共同生活に参加する。こぐま社に15年間の勤務の後、独立。
椎名、目黒考二らが雑誌「本の雑誌」を創刊後は、その表紙・本文イラストを一手に引き受けている。
その細長い手足や目付きなどから、椎名誠や目黒考二などの友人からは、ワニ目画伯と呼ばれている。
第22回講談社出版文化賞さしえ賞受賞。
登山を愛好し、ヨーロッパアルプスにも遠征経験がある。しかし、彼は山を下りるときになるとイキイキとし始めるという。この事から、登山家ではなく下山家ではないか、という人がいる。スイスのアイガーで凍った斜面を150メートルも滑落し大怪我を負ったことがあるが、九死に一生を得た。
伏見威蕃、東理夫とカントリー・バンドを組んでいる。

## 著書

### エッセイ・画集
- 沢野ひとし『ワニ眼物語』本の雑誌社、1983年4月1日。ISBN 978-4938463014。
  - 沢野ひとし『ワニ眼物語』ちくま文庫、2002年6月1日。ISBN 978-4480037282。
- 沢野ひとし『太田トクヤ伝』本の雑誌社、1985年4月1日。ISBN 978-4938463052。
  - 沢野ひとし『転校生』角川文庫、1996年6月1日。ISBN 978-4041813065。（上記の改題）
- 沢野ひとし『沢野ひとしの少年少女絵物語』本の雑誌社、1986年9月1日。ISBN 978-4938463106。
  - 沢野ひとし『少年少女絵物語』角川文庫、1996年1月1日。ISBN 978-4041813058。（上記の改題）
- 沢野ひとし『21世紀まで』情報センター出版局、1986年12月1日。ISBN 978-4795801233。
- 沢野ひとし『新サラリーマン物語』若林出版企画、1988年3月1日。ISBN 978-4948718111。
  - 沢野ひとし『トコロテンの夏』角川文庫、1994年4月1日。ISBN 978-4041813034。（上記の改題）
- 沢野ひとし『ワニ眼の朝ばしり』マガジンハウス、1988年10月1日。ISBN 978-4838700400。
  - 沢野ひとし『ワニ眼の朝ばしり』角川文庫、1993年7月1日。ISBN 978-4041813027。
  - 沢野ひとし『ワニ眼の朝ばしり』ちくま文庫、2002年6月1日。ISBN 978-4480037282。
- 沢野ひとし『沢野ひとしの片手間仕事』本の雑誌社、1984年4月1日。ISBN 978-4938463021。
  - 沢野ひとし『沢野ひとしの片手間仕事』本の雑誌社、1989年4月1日。
- 沢野ひとし『てっぺんで月を見る―沢野ひとし・山の劇場』山と溪谷社、1989年10月1日。ISBN 978-4635170406。
  - 沢野ひとし『てっぺんで月を見る』角川文庫、1992年7月1日。ISBN 978-4041813010。
- 沢野ひとし『黄色い信号機』本の雑誌社、1990年4月1日。ISBN 978-4938463175。
  - 沢野ひとし『黄色い信号機』角川文庫、2000年4月25日。ISBN 978-4041813119。
- 沢野ひとし『放埒の人』本の雑誌社、1991年7月1日。ISBN 978-4938463229。
  - 沢野ひとし『花嫁の指輪』角川文庫、1998年10月1日。ISBN 978-4041813096。（上記の改題）
- 沢野ひとし『カントリー極楽帳』東京書籍、1991年10月1日。ISBN 978-4487753505。
- 沢野ひとし『休息の山』山と溪谷社、1994年8月1日。ISBN 978-4635170772。
  - 沢野ひとし『休息の山』角川文庫、1997年9月1日。ISBN 978-4041813072。
- 沢野ひとし『センチメンタル』本の雑誌社、1994年2月1日。ISBN 978-4938463366。
- 沢野ひとし『東京ラブシック・ブルース』マガジンハウス、1994年12月1日。ISBN 978-4838704194。
  - 沢野ひとし『東京ラブシック・ブルース』角川文庫、1998年7月1日。ISBN 978-4041813089。
- 沢野ひとし『沢野ひとしのふらふら日記』本の雑誌社、1995年3月1日。ISBN 978-4938463458。
- 沢野ひとし『画集・銀座のカラス』本の雑誌社、1995年9月1日。ISBN 978-4938463496。
- 沢野ひとし『一枚の絵葉書』角川書店、1995年6月1日。ISBN 978-4048834087。
  - 沢野ひとし『一枚の絵葉書』角川文庫、1999年7月1日。ISBN 978-4041813102。
- 沢野ひとし『哀しい人』本の雑誌社、1996年10月1日。ISBN 978-4938463571。
- 沢野ひとし『やまの劇場』山と溪谷社、1999年9月1日。ISBN 978-4635171496。
- 沢野ひとし『帰らぬ日々』角川書店、1999年7月1日。ISBN 978-4048731706。
- 沢野ひとし『わがままな食卓』本の雑誌社、1999年2月1日。ISBN 978-4938463755。
- 沢野ひとし『昼寝主義』本の雑誌社、2000年7月1日。ISBN 978-4938463922。
- 沢野ひとし『鳥のいる空』集英社、2001年11月26日。ISBN 978-4087745627。
- 沢野ひとし『みんななにがすき?（日本傑作絵本シリーズ）』福音館書店、2001年2月20日。ISBN 978-4834017373。
- 沢野ひとし『紫陽花の頃』東京書籍、2001年2月1日。ISBN 978-4487796519。
- 沢野ひとし『さわの文具店』小学館、2002年11月1日。ISBN 978-4093874014。
- 沢野ひとし『少年画廊』本の雑誌社、2003年5月1日。ISBN 978-4860110222。
- 沢野ひとし『花の雲』文藝春秋、2003年11月12日。ISBN 978-4163223803。
- 沢野ひとし『北京の自転車おじさん』本の雑誌社、2005年11月9日。ISBN 978-4860110543。
- 沢野ひとし『お寺散歩―もう一度あのお寺に行こう』新日本出版社、2005年1月1日。ISBN 978-4406031301。
- 沢野ひとし『ありふれた思い出なんてないさ』新風舎、2007年5月1日。ISBN 978-4289023288。
- 沢野ひとし『スケッチブック 沢野ひとし画集』本の雑誌社、2007年11月22日。ISBN 978-4860110765。
- 沢野ひとし『へんな人間図鑑』ベストセラーズ、2008年6月14日。ISBN 978-4584130803。
- 沢野ひとし『食べたり、書いたり、恋したり。』世界文化社、2019年9月6日。
- 沢野ひとし『ジジイの片づけ』集英社クリエイティブ、2020年10月5日。ISBN 978-4420310895。
- 沢野ひとし『ジジイの昭和絵日記』文藝春秋、2025年4月30日。ISBN 978-4163919737。

### 共著・座談会
- 沢野ひとし編集『僕はやっぱり山と人が好き 沢野ひとし対談集』山と溪谷社、1987年9月1日。ISBN 978-4635170246。
  - 沢野ひとし『対談集 僕はやっぱり山と人が好き』角川文庫、1995年7月1日。ISBN 978-4041813041。
- 沢野ひとし、椎名誠『私広告』本の雑誌社、1993年4月1日。ISBN 978-4938463298。
- 沢野ひとし、椎名誠、木村晋介、目黒考二『沢野絵の謎』本の雑誌社、1997年12月1日。ISBN 978-4938463663。
- 沢野ひとし、椎名誠、木村晋介、目黒考二『沢野字の謎』本の雑誌社、2000年10月1日。ISBN 978-4938463960。
- 椎名誠、木村晋介、目黒考二、沢野ひとし『発作的座談会』本の雑誌社、1990年11月1日。ISBN 978-4938463199。
  - 椎名誠、沢野ひとし、木村晋介、目黒考二『発作的座談会』角川文庫、1996年10月1日。ISBN 978-4041510124。
- 椎名誠、木村晋介、目黒考二、沢野ひとし『いろはかるたの真実 発作的座談会』本の雑誌社、1996年4月1日。ISBN 978-4938463533。
  - 椎名誠、沢野ひとし、木村晋介、目黒考二『発作的座談会2 いろはかるたの真実』角川文庫、2000年8月1日。ISBN 978-4041510155。
- 椎名誠、木村晋介、目黒考二、沢野ひとし『超能力株式会社の未来 新発作的座談会』本の雑誌社、2000年6月1日。ISBN 978-4938463915。
- 椎名誠、沢野ひとし、木村晋介、目黒考二『帰ってきちゃった発作的座談会』角川文庫、2013年8月24日。ISBN 978-4041009635。

### 挿し絵
- 椎名誠、沢野ひとし絵『なつのしっぽ』講談社、1990年4月17日。ISBN 978-4061978027。
- 大谷美和子、沢野ひとし絵『きんいろの木』講談社、1991年3月27日。ISBN 978-4061956490。
- 佐野洋子、沢野ひとしイラスト『みちこのダラダラ日記』理論社、1994年3月1日。ISBN 978-4652004852。
- 谷川俊太郎、沢野ひとし絵『十八歳』集英社、1997年3月11日。ISBN 978-4087485943。
- こやま峰子詩、沢野ひとしイラスト『ことばのたしざん こやま峰子詩集』朔北社、2003年10月1日。ISBN 978-4860850012。
- 阿部夏丸、沢野ひとしイラスト『カワウソがいる』ポプラ社、2004年7月1日。ISBN 978-4591082317。